# 海外文学セレクション
「海外文学セレクション」（かいがいぶんがくセレクション）は、東京創元社が刊行する現代の海外文学の叢書。
1994年から開始。「欧米の魅力ある現代文学を紹介するためにスタート」したとされる。

## ラインナップ
- 『マナートの娘たち』ディーマ・アルザヤット 小竹 由美子 訳 2023年4月11月
- 『文明交錯』ローラン・ビネ 橘明美 訳 2023年3月31日
- 『地下図書館の海』エリン・モーゲンスターン 市田泉 訳 2023年3月10日
- 『なぜではなく、どんなふうに』アリアンナ・ファリネッリ 関口英子／森敦子 訳 2022年12月16日
- 『フローリングのお手入れ法』ウィル・ワイルズ 赤尾秀子 訳 2022年10月28日
- 『子供が王様』デルフィーヌ・ド・ヴィガン 河村真紀子 訳 2022年8月31日
- 『編集者とタブレット』ポール・フルネル 高橋啓 訳 2022年3月11日
- 『読書セラピスト』ファビオ・スタッシ 橋本勝雄 訳2022年2月18日
- 『地中のディナー』ネイサン・イングランダー 小竹由美子 訳 2021年4月30日
- 『グレゴワールと老書店主』マルク・ロジェ 藤田真利子 訳 2021年2月26日
- 『言語の七番目の機能』ローラン・ビネ 高橋啓 訳 2020年9月25日
- 『ライフ・アフター・ライフ』ケイト・アトキンソン 青木純子 訳 2020年5月29日
- 『雲』エリック・マコーマック 柴田元幸 訳 2019年12月20日
- 『本当の人生』アドリーヌ・デュドネ 藤田真利子 訳 2019年11月29日
- 『パリンプセスト』キャサリン・Ｍ・ヴァレンテ 井辻朱美 訳 2019年6月28日
- 『方形の円』 ギョルゲ・ササルマン 住谷春也 訳 2019年6月21日
- 『ぼくを忘れないで』ネイサン・ファイラー 古草秀子 訳 2019年5月31日
- 『すべての愛しい幽霊たち』アリソン・マクラウド 高山祥子 訳 2019年4月12日
- 『翼ある歴史 図書館島異聞』ソフィア・サマター 市田泉 訳 2019年4月12日
- 『言葉人形』ジェフリー・フォード 谷垣暁美 編訳 2018年12月21日
- 『ヨーゼフ・メンゲレの逃亡』オリヴィエ・ゲーズ 高橋啓 訳 2018年10月26日
- 『パールとスターシャ』アフィニティ・コナー 野口百合子 訳 2018年9月28日
- 『ギデオン・マック牧師の数奇な生涯』ジェームズ・ロバートソン 田内志文 訳 2018年1月12日
- 『旅の終わりに』マイケル・ザドゥリアン 小梨直 訳 2017年12月22日
- 『図書館島』ソフィア・サマター 市田泉 訳 2017年11月30日
- 『執着』ハビエル・マリアス 白川貴子 訳 2016年6月30日
- 『モッキンバードの娘たち』ショーン・ステュアート 鈴木潤 訳 2016年3月11日
- 『プラハの墓地』ウンベルト・エーコ 橋本勝雄 訳 2016年2月26日
- 『12人の蒐集家／ティーショップ』ゾラン・ジヴコヴィッチ 山田順子 訳 2015年11月27日
- 『地球の中心までトンネルを掘る』ケヴィン・ウィルソン 芹澤恵 訳 2015年8月12日
- 『エディに別れを告げて』エドゥアール・ルイ 高橋啓 訳 2015年4月17日
- 『ハヤブサが守る家』ランサム・リグズ 山田順子 訳 2013年10月30日
- 『HHhH』 ローラン・ビネ 高橋啓 訳 2013年6月28日
- 『孤児の物語〈I〉』キャサリン・Ｍ・ヴァレンテ 井辻朱美 訳 2013年1月30日
- 『孤児の物語〈II〉』キャサリン・Ｍ・ヴァレンテ 井辻朱美 訳 2013年6月28日
- 『世界が終わるわけではなく』ケイト・アトキンソン 青木純子 訳 2012年11月30日
- 『トーイン　クアルンゲの牛捕り』キアラン・カーソン 栩木伸明 訳 2011年12月22日
- 『千年紀の民』Ｊ・Ｇ・バラード 増田まもる 訳 2011年1月25日
- 『シャムロック・ティー』キアラン・カーソン 栩木伸明 訳 2009年1月30日
- 『ミスター・ミー』アンドルー・クルミー 青木純子 訳 2008年10月7日
- 『通訳』ディエゴ・マラーニ 橋本勝雄 訳 2007年11月30日
- 『イングランド・イングランド』ジュリアン・バーンズ 古草秀子 訳 2006年12月25日
- 『白昼の闇』クリストファー・ファウラー 高橋恭美子／豊田成子／山田久美子 訳 2006年6月20日
- 『楽園への疾走』Ｊ・Ｇ・バラード 増田まもる 訳 2006年4月25日
- 『メジャーリーグ、メキシコへ行く』マーク・ワインガードナー 金原瑞人 訳 2005年10月31日
- 『インド式マリッジブルー』バリ・ライ 田中亜希子 訳 2005年5月31日
- 『迷える者へのガイド』ギルアド・アツモン 茂木健 訳 2004年11月30日
- 『永遠の一日』リチャード・ビアード 青木悦子 訳 2004年10月25日
- 『形見函と王妃の時計』アレン・カーズワイル 大島豊 訳 2004年7月30日
- 『琥珀捕り』キアラン・カーソン 栩木伸明 訳 2004年2月27日
- 『閉じた本』ギルバート・アデア 青木純子 訳2003年9月25日
- 『コレクター蒐集』ティボール・フィッシャー 野口百合子 訳 2003年4月25日
- 『驚異の発明家の形見函』アレン・カーズワイル 大島豊 訳 2003年1月15日
- 『コレリ大尉のマンドリン』ルイ・ド・ベルニエール 太田良子 訳 2001年9月20日
- 『レディたちのフィンバーズ・ホテル』ダーモット・ボルジャー 編 茂木健 訳 2001年3月30日
- 『老人ホーム』Ｂ・Ｓ・ジョンソン 青木純子 訳 2000年11月30日
- 『血の雨』Ｔ・コラゲッサン・ボイル 青山南 訳 2000年10月30日
- 『フィンバーズ・ホテル』ダーモット・ボルジャー 編 茂木健 訳 2000年8月10日
- 『ジョン・ランプリエールの辞書』ローレンス・ノーフォーク 青木純子 訳 2000年3月25日
- 『連続殺人記念日』デイヴィッド・プリル 赤尾秀子 訳 1999年6月25日
- 『ローン・レンジャーとトント、天国で殴り合う』シャーマン・アレクシー 金原瑞人 訳 1999年3月25日
- 『死者の百科事典』ダニロ・キシュ 山崎佳代子 訳 1999年2月22日
- 『インディアン・キラー』シャーマン・アレクシー 金原瑞人 訳 1999年1月25日
- 『リザベーション・ブルース』シャーマン・アレクシー 金原瑞人 訳 1998年11月25日
- 『閉ざされた庭』レジーヌ・ドゥタンベル 有働薫 訳 1998年10月20日
- 『ダイエット』フランソワーズ・マレ＝ジョリス 吉田暁子 訳 1998年9月25日
- 『殺す』Ｊ・Ｇ・バラード 山田順子 訳 1998年9月25日
- 『葬儀よ、永久につづけ』デイヴィッド・プリル 赤尾秀子 訳 1998年1月30日
- 『悪魔を飼っていた男』クリストファー・ムーア 青木純子 訳 1997年5月30日
- 『ナポレオンの死』シモン・レイス 堀茂樹 訳 1997年4月25日
- 『ロコス亭の奇妙な人々』フェリペ・アルファウ 青木純子 訳 1995年11月15日
- 『若き日の哀しみ』ダニロ・キシュ 山崎佳代子 訳 1995年7月15日
- 『風の裏側』ミロラド・パヴィチ 青木純子 訳 1995年2月28日
- 『パラダイス・モーテル』エリック・マコーマック 増田まもる 訳 1994年9月30日
- 『夢宮殿』イスマイル・カダレ 村上光彦 訳 1994年9月30日